# 萨格瓦拉
萨格瓦拉（Sagwara），是印度拉贾斯坦邦Dungarpur县的一个城镇。总人口30993（2001年）。

## 人口
该地2001年总人口30993人，其中男性15276人，女性15717人；0—6岁人口5083人，其中男2655人，女2428人；识字率58.63%，其中男性为67.62%，女性为49.90%。